# Chilon horridus
Chilon horridus is een hooiwagen uit de familie Assamiidae.